# Йен
Вижте пояснителната страница за други значения на Йен.
Йен (на китайски: 燕; на пинин: Yàn) е древна държава в Източна Азия, съществувала между XI и III век пр.н.е. по време на династията Джоу.
Йен е най-североизточната от няколкото по-големи китайски държави от епохата Джоу. Нейна столица е град Йендзин, разположен на мястото на днешния Пекин.  Тя се обособява от Западна Джоу, възползвайки се от нарастващата слабост на властта ѝ. Йен е сред последните самостоятелни държави по време на обединението на Китай от Цин Шъхуан и е подчинена през 222 година пр.н.е., година преди той да се обяви за император.